# Ronny (film en allemand, 1931)
Pour les articles homonymes, voir Ronny.
Pour plus de détails, voir Fiche technique et Distribution.
Ronny est un film allemand réalisé par Reinhold Schünzel, sorti en 1931. Reinhold Schünzel tourna une version en français la même année.

## Synopsis
Ronny, une jeune créatrice de mode, est en route pour la capitale du royaume de Ruritanie afin d'y livrer des costumes qu’elle a confectionné pour l’opérette écrite par le Prince. Pendant son voyage, elle fait sa connaissance.

## Fiche technique
- Titre français : Ronny
- Réalisation : Reinhold Schünzel
- Scénario : Reinhold Schünzel et Emeric Pressburger
- Photographie : Robert Baberske et Fritz Arno Wagner
- Direction artistique : Werner Schlichting et Benno von Arent
- Pays d'origine : République de Weimar
- Genre : comédie musicale
- Date de sortie : 1931

## Distribution
- Käthe von Nagy : Ronny
- Willy Fritsch : Prince of Perusa
- Hans Wassmann : Hofmarschall
- Otto Wallburg : Intendant des Hoftheaters
- Aribert Wäscher : Staatsminister
- Kurt Vespermann : Bahnhofsvorsteher Bomboni
- Wilhelm Diegelmann
- Theo Lingen